# Ismail Matar
Ismail Matar Ibrahim Khamis Al Mukhaini Al Junaibi (Abu Dhabi, 7 de abril de 1983) é um futebolista profissional emiradense que atua como atacante, atualmente defende o Al-Wahda.

## Carreira
Ismail Matar fez parte do elenco da Seleção Emiratense de Futebol da Olimpíadas de 2012.